# Novodamus nodatus
Novodamus nodatus is een spinnensoort in de taxonomische indeling van de Nicodamidae.
Het dier behoort tot het geslacht Novodamus. De wetenschappelijke naam van de soort werd voor het eerst geldig gepubliceerd in 1878 door Karsch.